# Gullarps församling
Gullarps församling var en församling  i Lunds stift i nuvarande Eslövs kommun. Församlingen uppgick 1857 i Trollenäs församling.

## Administrativ historik
Församlingen har medeltida ursprung och uppgick 10 oktober 1857 i Trollenäs församling.
Församlingen utgjorde till 1500-talet ett eget pastorat för att därefter ingå i pastorat med Trollenäs församling.